# Estatut d'Autonomia de les Illes Balears de 2007
L'Estatut d'Autonomia de les Illes Balears de 2007, Llei Orgànica 1/2007, de 28 de febrer, constitueix la norma fonamental de la comunitat autònoma de les Illes Balears. Encara que el seu text es presentà mediàticament com un nou Estatut,2018 més tost es tracta de la reforma de l'anterior Estatut de 1983, amb articles invariats que mantenen la mateixa redacció.
L'Estatut Balear del 2007 (que substitueix el de 1983) es basa en la proposta d'una Comissió de Savis i d'una ponència parlamentària. Es publicà al BOE l'1 de març de 2007. En el Parlament Balear va obtenir el suport del PP, PSIB-PSOE i UM mentre que el PSM-EN i EU-EV es varen abstenir perquè, tot i reconèixer l'avanç que suposava respecte a l'estatut anterior, estaven en desacord amb la no equiparació del català amb el castellà en el nou text estatutari. El Consell Insular d'Eivissa i Formentera que disposava l'Estatut anterior, se separa en el Consell de Formentera i el Consell Insular d'Eivissa.
En la reforma es va aportar una llista de drets amb una ampliació remitida a una posterior carta de drets (art. 16.2), que encara s'ha materialitzat en un avantprojecte de llei.